# Manéah
Manéah es una localidad de la prefectura de Coyah en la región de Kindia, Guinea, con una población censada en marzo de 2014 de 167 531 habitantes.
Se encuentra ubicada al oeste del país, cerca de la costa del océano Atlántico y de la frontera con Sierra Leona.